# Neodiaptomus intermedius
Neodiaptomus intermedius је животињска врста класе Crustacea која припада реду Calanoida и фамилији Diaptomidae. 

## Угроженост
Ова врста се сматра рањивом у погледу угрожености врсте од изумирања.

## Распрострањење
Индија је једино познато природно станиште врсте.

## Станиште
Станиште врсте су слатководна подручја.